# Jiddu Krishnamurti
(Di fronte alla vita)
Jiddu Krishnamurti (in telugu జిడ్డు కృష్ణమూర్తి, in tamil ஜிட்டு கிருஷ்ணமூர்த்தி, in hindī जिद्दू कृष्णमूर्ति; Madanapalle, 11 maggio 1895 – Ojai, 17 febbraio 1986) è stato un filosofo, oratore e mistico apolide di etnia indiana.
Dopo la gioventù passata negli ambienti della teosofia, non volle più appartenere a nessuna organizzazione, nazionalità o religione, per cui nel 1948 non prese la cittadinanza dell'India. Non va confuso con Uppaluri Gopala Krishnamurti, anch'egli filosofo indiano.

## Biografia

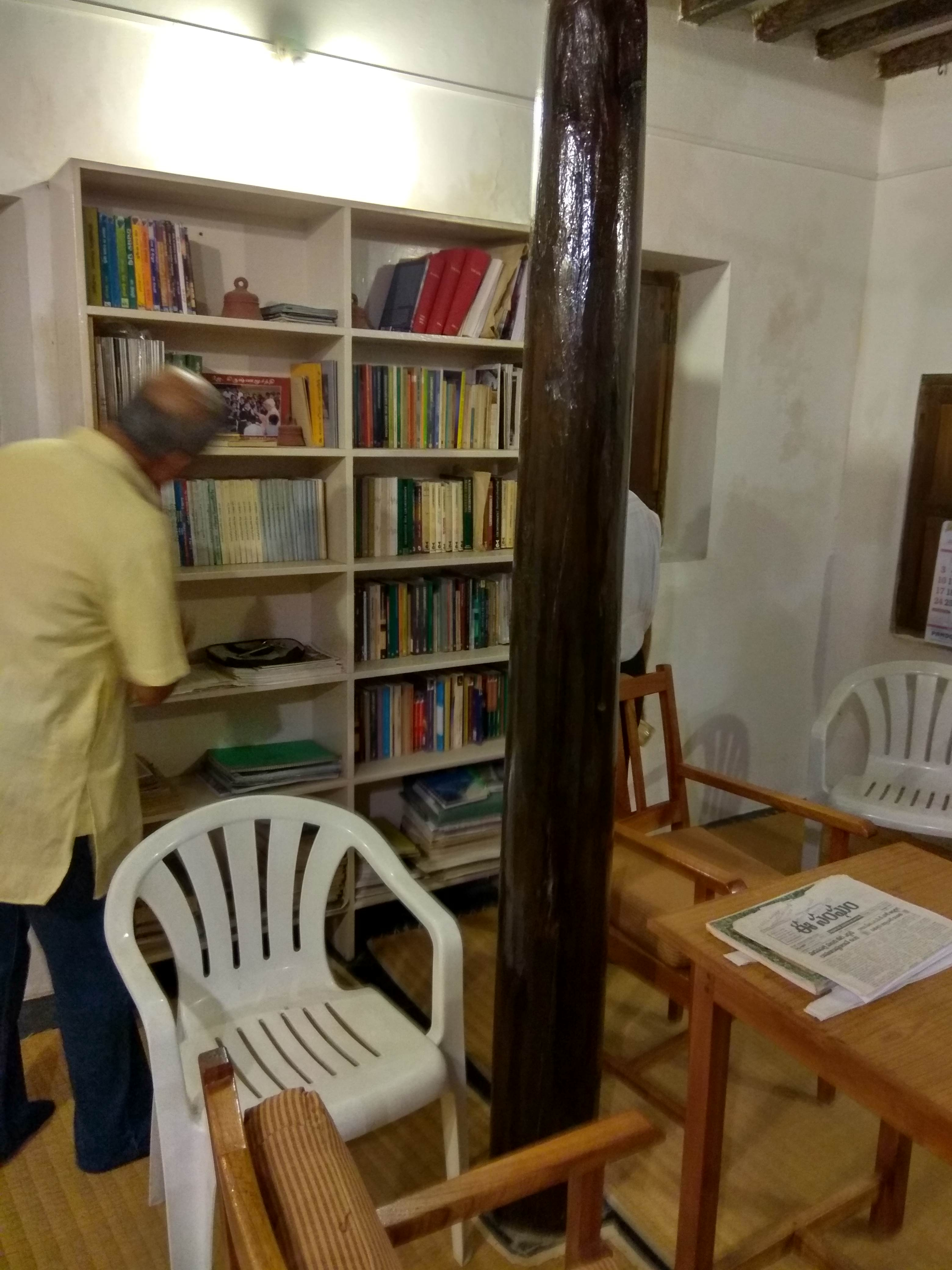
Casa natale (oggi un centro studi e casa museo) di Krishnamurti

La famiglia di Krishnamurti (secondo le convenzioni onomastiche della lingua telugu, Jiddu è il cognome e Krishnamurti il nome, di origine devozionale facendo riferimento a Krishna; Krishna era anche l'abbreviazione del nome, con cui parenti e amici lo chiamavano) era in origine induista, appartenente alla casta dei brahmini, sebbene caduta in povertà, ma il padre divenne nel 1882 un seguace della teosofia. Alla nascita era cittadino indiano come suddito dell'Impero britannico, ma nel 1948, al momento dell'indipendenza dell'India, rinunciò alla nazionalità non prendendo la cittadinanza, diventando apolide.
Dopo la morte della madre nel 1906, fatto che lo segnò molto, Krishnamurti fu mandato a scuola ma per il suo scarso rendimento veniva spesso picchiato da maestri e dal padre, e considerato intellettualmente scarso o disabile. Dopo la nascita, Kumara Shrowtulu, famoso astrologo, disse al padre Narianiah che il figlio sarebbe stato un personaggio molto importante e "meraviglioso", tuttavia il piccolo Krishnamurti non fu ritenuto dal padre all'altezza di ciò per diverso tempo. Da bambino era spesso malato e contrasse la malaria.

### I rapporti con la teosofia e l'Ordine della Stella d'Oriente
Nel 1909, a 14 anni, sulla spiaggia privata della sede della Società Teosofica di Adyar, un sobborgo di Chennai nel Tamil Nadu, il giovane Jiddu (che aveva 10 fratelli di cui 5 morirono da piccoli) fu notato da Charles Webster Leadbeater, importante teosofo, nonché vescovo veterocattolico della Chiesa cattolica liberale.

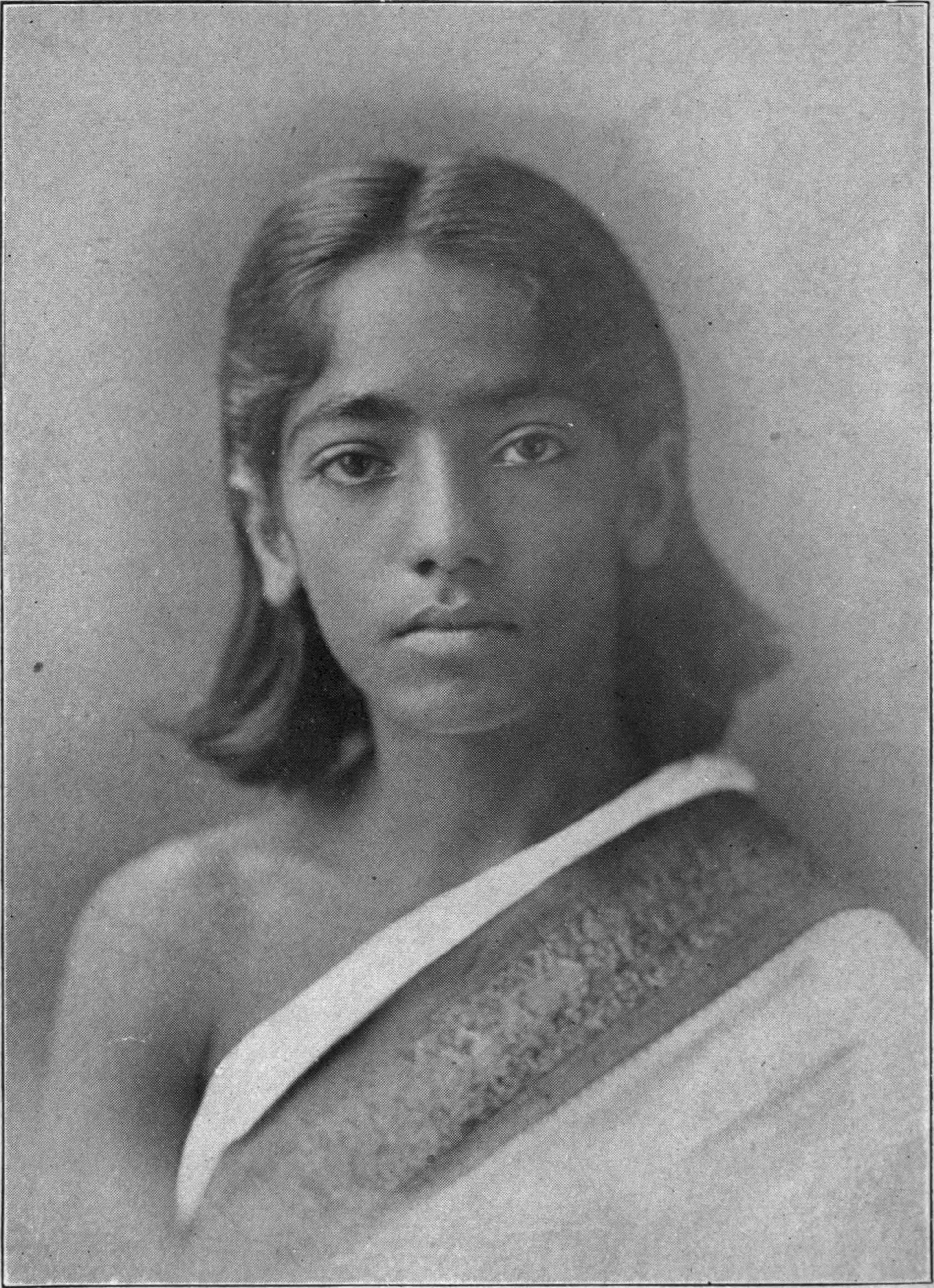
Krishnamurti a 15 anni nel 1910

Per le sue capacità spirituali e intellettuali l'allora presidente della Società Teosofica, il notissimo gruppo esoterico fondato dalla russa Madame Blavatsky e a cui il padre di Krishnamurti aderiva, l'inglese Annie Besant (ex attivista socialista femminista prima dell'adesione alla teosofia, e nota anche per la sua attiva critica al cristianesimo), lo tenne vicino come fosse suo figlio e lo allevò con lo scopo di utilizzarne le capacità come veicolo del pensiero teosofico. In seguito, nell'ambiente teosofico Krishnamurti fu considerato l'ultimo "iniziato vivente" o "maestro mondiale" fisicamente presente, denominato Lord Maitreya, ossia identificandolo con il bodhisattva e futuro buddha Maitreya secondo l'interpretazione teosofica, ma egli rinuncerà a questo titolo quando abbandonò la Società.
Questa scelta di Annie Besant fu una delle cause dello "scisma" antroposofico di Rudolf Steiner, che Besant aveva scelto come responsabile della sezione tedesca e austriaca. Prediligendo un approccio teosofico basato sul cristianesimo esoterico "rosacrociano" e in parte sullo spiritismo in senso lato, anziché sulle commistioni tra le religioni orientali e asiatiche, l'ermetismo, le credenze massoniche e le correnti induiste predilette da Blavatsky e Besant, Steiner giungerà a distaccarsi definitivamente dalla Società nel 1912, per fondare la Società Antroposofica; nella vicenda pesò inoltre il dissenso nei riguardi della promozione che la Besant e Leadbeater stavano facendo allora del giovane Jiddu Krishnamurti come "nuovo Buddha" e persino come nuovo Cristo reincarnato, quando invece per Steiner la seconda venuta del Cristo non avrebbe potuto compiersi fisicamente, ma solo sul piano eterico. Dal 1911 Krishnamurti viaggerà per il mondo tutta la vita fino a novant'anni, spesso parlando a grandi folle e dialogando con gli studenti delle numerose scuole da lui costituite con i finanziamenti che otteneva, ponendo la sua residenza negli Stati Uniti, a Ojai, in California.

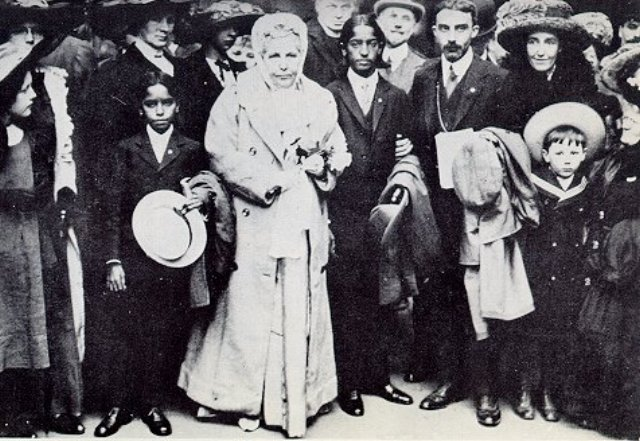
Annie Besant con Krishnamurti, suo fratello Nitya e George Arundale, in una fotografia scattata a Londra nel 1911

Nel 1912 fu a Taormina dove avrà la sua seconda iniziazione nel giardino teosofico di Casa Cuseni, la casa di proprietà di Robert Hawthorn Kitson, alla presenza di Annie Besant, di Charles W. Leadbeater, e altri teosofi (J. Tityamanda, George Arundale, C. Janarajadasa) Ritornerà a Taormina, sempre a Casa Cuseni, nel 1914 dove, oltre Annie Besant e a Leadbeater era presente Francesca Arundale con Lady Emily Lutyens, figlia del Governatore delle Indie, Presidentessa della Stella d'Oriente e moglie del celebre architetto Edwin Lutyens (genitori della biografa di Krishnamurti Mary Lutyens) che si pensa abbia disegnato il Tempio per le iniziazioni nel giardino di Casa Cuseni. Presente in Italia nuovamente nell'estate del 1924, dal 16 agosto al 28 settembre, soggiornò anche in Italia, al castello di Pergine Valsugana in Trentino, con un folto gruppo di seguaci per meditare e prepararsi spiritualmente, ospiti della teosofa americana Annie Halderman.
Quello che stava però cuore a Krishnamurti era la liberazione dell'uomo dalle paure, dai condizionamenti, dalla sottomissione all'autorità, dall'accettazione passiva di qualsiasi dogma, più che la dottrina e gli esercizi della teosofia. Il dialogo era la forma di comunicazione che preferiva. Voleva capire insieme ai suoi interlocutori il funzionamento della mente umana e i conflitti dell'uomo.
Krishnamurti teneva conferenze ai membri dell'Ordine della Stella d'Oriente, organizzazione fondata nel 1911 con l'intento di preparare l'avvento del "Maestro del Mondo", alla quale era stato messo a capo appena sedicenne dalla sua tutrice legale, Annie Besant. Il grande stress psicofisico lo spinse però verso un lento esaurimento nervoso.

### La crisi e la trasformazione
Krishnamurti studiò anche giurisprudenza in Inghilterra ma non riuscì a superare gli esami e lasciò la facoltà di legge, mentre Nitya, il fratello che viveva con lui, divenne avvocato. Molto presto cominciò a mettere in discussione i metodi teosofici, sviluppando un pensiero indipendente. Il giovane Krishnamurti, sottoposto a una serie di iniziazioni e continue cerimonie ebbe infine una grave crisi psicologica e fisica dalla quale uscì nel 1922 a Ojai Valley, California, in seguito a un'esperienza mistica che poi raccontò. Queste esperienze intense erano ricorrenti e lui le chiamava "il processo", o con altri nomi. In alcuni manoscritti parlò di un'esperienza spirituale che trasformò la sua vita, ma che fu seguita da anni di acuto e quasi continuo dolore alla testa e alla spina dorsale. Il "processo" proseguì per circa quarant'anni, sebbene in una forma più mite; esso fu in realtà un fenomeno fisico da non confondersi con lo stato di coscienza che a esso seguiva a cui Krishnamurti si riferiva nei quaderni come alla «benedizione», o la «diversità», l'«immensità» o il "dono di Dio". 

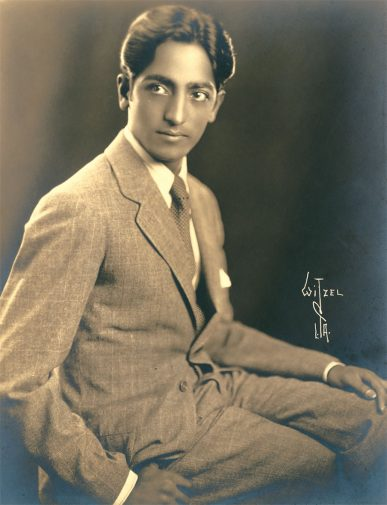
Krishnamurti nel 1922

Per diversi mesi precedenti Krishnamurti soffrì di svenimenti, cefalea e dolori intensi alla nuca e lungo la colonna vertebrale, eventi che vennero interpretati come necessari per la sua trasformazione spirituale (in seguito, e soprattutto fino al 1961, il cosiddetto "processo" continuò a verificarsi), descritta come "risveglio della kundalini; alcuni hanno pensato che soffrisse di epilessia del lobo temporale (sperimentando periodiche crisi parziali semplici e crisi parziali complesse), di emicrania con aura, di postumi della malaria contratta anni prima, infiammazione del midollo spinale, oppure, infine, che si trattasse di autosuggestione e somatizzazione, dovuta a una percezione acuta e totale del mondo e della vita; comunque, questo era seguito dalla capacità di entrare poi in un profondo stato meditativo spontaneo, in cui sperimentava stati alterati di coscienza e intuizioni. Non ricordava esattamente le esperienze (anche se a volte parlò di uno stato di dissociazione sotto anestesia, in cui dialogò con sé stesso) ma ne traeva insegnamenti filosofici. Quel giorno del 1922 Krishnamurti non stava bene e così raccontò l'esperienza successiva di "illuminazione", come per il Buddha avvenuta sotto un albero:
(Jiddu Krishnamurti)
Riguardo a "poteri mistici", all'esoterismo di moda nella teosofia, alla fama di guaritore che alcuni gli attribuirono, fu abbastanza reticente, considerandoli poco importanti o non spiegabili a parole: «È deciso da qualcun Altro. Non posso parlarne. Non mi è consentito, capisci? È molto più serio. Ci sono cose che tu non sai. Enormi, e io non posso dirtele. [...] Io non posso guardare dietro il velo, non posso farlo. [...] Io vedo qualcosa; quello che ho detto è vero: io non potrò scoprirlo mai. Sono sicuro che se altri ci si applicano possono arrivarci»; in un'altra occasione disse che «ora è venuto di moda parlare e fare ricerche sull'occulto. Sembra essere la mania del momento. La persona che vi sta parlando - mi dispiace dover fare questo riferimento - ne sa qualcosa di tutta questa faccenda. Se vi parla di tutte queste cose, è perché sa di cosa parla; vi sta parlando di fatti accaduti, ma considera tutte queste cose assolutamente puerili».

### Abbandono della teosofia
Nel 1925 il fratello Nitya, da tempo ammalato di tubercolosi, morì, lasciando Krishnamurti in un profondo sconvolgimento. Questo, assieme all'esperienza avuta, lo allontanò definitivamente dall'ortodossia teosofica, anche se abbandonò la Società solo nel 1929. D'ora in poi fu sempre più in contrasto con i "teosofi", insistendo sull'inutilità dei riti liturgici per la crescita spirituale e rifiutando il ruolo di autorità finché dopo una lunga riflessione, a 34 anni nel 1929 sciolse l'Ordine della Stella, abbandonò ogni incarico e la stessa Società Teosofica, e cominciò a viaggiare per il mondo esprimendo il suo pensiero, basato su coerenza interiore e indipendenza totale da qualunque tipo di organizzazione e religione. Leadbeater (che già anni prima era stato denunciato dal padre di Krishnamurti per sottrazione di minori in quanto lui aveva affidato i figli alla sola Annie Besant) e il giovane filosofo si allontanarono per sempre, mentre Krishnamurti continuò invece ad avere un rapporto affettuoso con la Besant, considerata come una "madre adottiva", fino a quando lei morì nel 1933.
Come Annie Besant, Krishnamurti fu anche membro della Massoneria (ordine e obbedienza mista Le Droit Humain, derivazione della Gran Loggia di Francia, di rito scozzese antico e accettato), organizzazione che pure lasciò poco dopo aver abbandonato la teosofia.

### Gli incontri e il "ponte" con la scienza
Nel 1938 Krishnamurti incontrò Aldous Huxley che divenne suo amico e grande ammiratore (con una reciproca influenza) e nel 1956 conobbe il Dalai Lama Tenzin Gyatso. Intorno agli anni sessanta fece la conoscenza del maestro di yoga B.K.S. Iyengar, dal quale prese lezioni. Ebbe rapporti amichevoli con diversi scienziati. Il fisico David Bohm, amico di Albert Einstein, trovò nelle parole di Krishnamurti punti in comune con le sue nuove teorie fisiche. Questo diede vita a una serie di dialoghi tra i due che contribuirono a costruire un "ponte" tra il misticismo e la scienza: si parla in proposito di "misticismo quantico". Bohm e Krishnamurti scrissero due testi, Dove il tempo finisce e I limiti del pensiero. Altri scienziati trovarono molto stimolanti i discorsi di Krishnamurti su argomenti quali il tempo, la morte, il pensiero. L'influenza di Bohm e Einstein, quindi della meccanica quantistica e della relatività generale, d'altronde è presente nel filosofo indiano. Nel 1984 incontrò e discusse con gli scienziati del Los Alamos National Laboratory in New Mexico, USA.
(Jiddu Krishnamurti)

### Morte
Il filosofo, malato da tempo di tumore al pancreas, morì a quasi 91 anni nel 1986, in California. Scrive la biografia Mary Lutyens 
Termina qui. Le ultime due parole, alitate più che pronunciate, si sentono appena. Si possono udire solo nella cassetta. Non poterono giungere alle orecchie del pubblico.
Quindi, dopo una lunga pausa, Krishnamurti aggiunse: «Questo è l'ultimo discorso. Volete rimanere seduti tutti insieme in silenzio, per qualche minuto? Bene, signori, rimanete qualche minuto in silenzio».»
Dopo questo Krishnamurti si recò nella fondazione californiana di Ojai; ricoveratosi all'Ojai Hospital, gli diagnosticarono un tumore al fegato, cominciato dal pancreas e in fase avanzata. Quindi tornò al Pine Cottage dove risiedeva. Krishnamurti stesso confortò i suoi assistenti. Vedendo la loro disperazione, nonostante Krishnamurti per tutta la vita abbia negato sia l'autorità sia di essere considerato un maestro, in questo caso, ai presenti, tra cui Lutyens, disse: «Fintanto che questo corpo vive sono sempre il maestro. Krishnamurti è qui come fosse sul palco. Io sono sempre il capo».
Da un'intervista fatta con una sua amica e allieva, Pupul Jayakar, sappiamo che Krishnamurti, fu consapevole dell'arrivo della sua morte, tanto da confidarle nel pomeriggio del 16 febbraio: "Questa sera io mi allontanerò e passeggerò lì, sulle montagne, e la nebbia salirà". Secondo la testimonianza, Krishnamurti volle fare una diretta allusione alla propria morte imminente. Poche ore dopo entrò in coma o in un sonno profondo: il 17 febbraio 1986, 10 minuti dopo la mezzanotte, Krishnamurti morì. Dopo la cremazione, le ceneri vennero completamente disperse seguendo la sua volontà, in modo che non ci fosse "un luogo sacro dove la gente va a venerare e tutto quell'orrore" (coerentemente col suo rifiuto in vita a essere considerato un guru). Nonostante ciò, Krishnamurti è oggetto di grande rispetto in India, e talvolta si trovano riferimenti a lui con appellativi riservati a maestri, saggi e santi indù, come Sri Krishnamurti.

## Insegnamento
Nel suo pensiero si ritrova l'influsso del non-dualismo e del monismo tipici dell'Advaita Vedānta (Śaṅkara, Sri Ramakrishna, Swami Vivekananda...),  filtrato attraverso le sue meditazioni, ricerche e anche tramite l'educazione ricevuta dai teosofi, che poi rinnegò. Nell'Advaita Vedānta il concetto induista secondo cui tutto è ritenuto una danza (o gioco) divino della coscienza cosmica (līlā) è portato alle sue massime conseguenze, dove la temporalità e le esperienze sono considerate al contempo sacre e relative. Krishnamurti parlava di come, nello specchio dei rapporti (tra umani e con le cose), ognuno può scoprire il contenuto della propria coscienza che è comune a tutta l'umanità.
Secondo lui questo può essere fatto in modo diretto, scoprendo che la divisione tra osservatore e ciò che è osservato è in realtà dentro noi stessi. Diceva che proprio questa divisione dualistica, che impedisce la percezione diretta è alla base del conflitto e dell'infelicità dell'uomo. Nel passo seguente Krishnamurti si oppone anche alle pratiche di ascetismo.
(J. Krishnamurti, Il libro della vita)
Celebre e significativa è la sua affermazione "La Verità è una terra senza sentieri", che rappresenta il nocciolo del suo insegnamento che ha spronato l'uomo a liberarsi da ogni strada già tracciata, dal passato, dai dogmi, dalle ideologie, guardando la realtà senza alcun condizionamento.
(Jiddu Krishnamurti, Libertà Totale, 1980)

### Religioni
(J. Krishnamurti, Su Dio)
A partire dal 1929, l'anno in cui abbandonò la Società Teosofica, fu un tenace avversario di dogmi, religioni organizzate, ideologie e superstizioni, che riteneva imprigionassero l'uomo nelle paure e nell'obbedienza gerarchica, senza pensiero autonomo. Riteneva le religioni effetto di condizionamento mentale, errori di percezione e condizionamento culturale. Riguardo all'esistenza di Dio, Krishnamurti, a partire dagli anni '30, può definirsi teista e agnostico al tempo stesso: come per il Vedanta e il Rig Veda, secondo lui Dio è inconoscibile: aderisce a una posizione di noncognitivismo teologico, per cui non è possibile credere o parlare della divinità in modo "assoluto" e oggettivo, per l'impossibilità di darne una definizione, nemmeno "in modo negativo" ("non è questo e non è quello").
La fede è un condizionamento e l'esperienza (compresa quella mentale ed emotiva) può essere anche illusione, falsa percezione o auto-convinzione. Nessuno nasce infatti cristiano, musulmano, indù o buddhista. Al contrario di molti altri insegnanti religiosi, si scagliava in particolare contro riti e credenze. Dio può essere solo sperimentato fugacemente (come accaduto a lui nel 1922) durante una meditazione profonda, incontrando una sensazione di gioia e illuminazione "diverse", ed eliminando ogni esperienza precedente della mente; ma non può essere afferrato, né col pensiero né con la filosofia o la religione. Anche l'esperienza effettiva di Dio non può essere posseduta, né rielaborata o utilizzata come prova, perché una volta esperita e uscita dal presente diventa pensiero umano, quindi soggetto alla fallibilità di tutti i pensieri, inoltre essa stessa si trasforma in un obiettivo di possesso e in un desiderio, e deve quindi essere lasciata andare, sperimentando un non-attaccamento. Ricercarla è solo ricerca del piacere, e non è utile all'avanzamento spirituale. «Nel momento in cui il processo di riconoscimento ha inizio, siete ritornati nell'ambito della memoria. ( [...] ) La mente dice: "Ho avuto un'esperienza meravigliosa e vorrei che si ripetesse", e così comincia la lotta per avere di più».

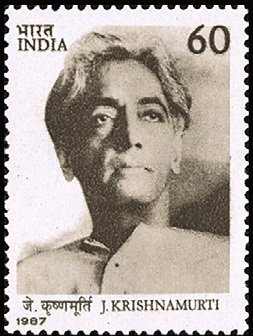
Francobollo indiano del 1987

A chi gli chiedeva informazioni sulla reincarnazione o sul nirvana, Krishnamurti rispondeva che era più importante lo stato attuale che la morte, il futuro o rimpiangere il passato; sosteneva che bisognava lasciare perdere teorie e ipotesi «che non servono a niente. Piuttosto morite a voi stessi ogni giorno per reincarnarvi il giorno seguente».
In età matura, pur non dichiarandosi ateo, egli affermava di non "credere" a nulla, di non possedere alcuna "fede" onde mantenere la mente perfettamente libera, ma di concentrarsi solo sul "qui e ora" ("quello che conta è che c'è incarnazione ora"), senza rimandare nulla, vivendo pienamente ma eticamente, e sulla ricerca del samadhi. Per chi crede nel karma, inoltre, vi è un ulteriore stimolo oltre alla felicità e libertà dalle passioni violente e dai desideri invadenti, cioè migliorare la propria ipotetica rinascita.
(Jiddu Krishnamurti)
(Incipit di La mia strada è la tua strada)
Riguardo alla vita e alla morte, esse non hanno un confine "reale" ma solo fisico.
(Krishnamurti, Sul vivere e il morire)
Non bisogna evitare la paura ma lasciarla agire, osservandola senza reagire, e lasciarla andare.
(ibidem)
Krishnamurti insisteva sul comprendere di "essere nulla" nel senso di riconoscere la propria vacuità, non in quello di nichilismo.

### La meditazione
(Krishnamurti)
La meditazione per Krishnamurti "non è mai preghiera. La preghiera, la supplica, nasce dall'autocommiserazione" né occorre una tecnica prestabilita se non alcune regole di base, ma solo lasciare svuotare la mente ("fate che la mente sia vuota, e non piena con le cose della mente. Allora ci sarà solo meditazione, e non un meditatore che sta meditando. La mente irretita dalla fantasia può solo nutrire illusioni. La mente deve essere chiara, senza movimento, e nella luce di quello splendore l'Eterno è rivelato"), in questo ponendosi in contrasto con induismo e buddhismo.
Nonostante l'assenza di tecnica formale, o proprio per questo, la meditazione per Krishnamurti è una disciplina difficile:
(Krishnamurti, La sola rivoluzione, p. 37)
Krishnamurti era contrario alla pratica classica, ripresa da gruppi come la meditazione trascendentale, di recitare mantra o di ricercare esperienze mistiche volontarie.
A livello di pratica effettiva, egli considerava l'auto-osservazione come la vera e fondamentale base, da effettuare però in piena consapevolezza. Ciò però deve essere accompagnato da una mente sgombra da pregiudizi.
La semplice osservazione del respiro come "chiave della vita", come la luce del sole, è quindi la ricerca della "luce che è in noi" (titolo di un suo libro) e non fuori di noi, evitando i concetti filosofici.
A un gruppo di suoi studenti indiani consigliò di sedere, a occhi chiusi e in silenzio, continuando a letto di notte se erano svegli, o camminando, praticando una meditazione vagamente somigliante alla tecnica della cosiddetta mindfulness (basata sulla meditazione buddhista di consapevolezza o Vipassanā):

### Visione sociale
(Jiddu Krishnamurti)
Krishnamurti sosteneva che «la vera rivoluzione per raggiungere la libertà è quella interiore; qualsiasi rivoluzione esterna è una restaurazione della solita società che a nulla serve» e inoltre «la rivoluzione interiore va fatta da sé per sé, nessun maestro o guru può insegnarti come fare» e dovesse "cominciare non con le teorie e le ideologie, ma con una radicale trasformazione della nostra mente."
Citando il Mahatma Gandhi affermava inoltre: "Ciascuno cambi se stesso per cambiare il mondo", poiché "ciò che siete dentro è stato proiettato all’esterno, sul mondo; ciò che siete, ciò che pensate e sentite, ciò che fate nella vostra esistenza quotidiana, viene proiettato fuori di voi e va a costituire il mondo". Riguardo ai problemi della guerra e della violenza, era convinto che solo il cambiamento dell'individuo può portare alla felicità e che le strategie politiche, economiche e sociali non siano soluzioni per la sofferenza umana. Insisteva sul rifiuto di ogni autorità spirituale o psicologica, compresa la propria, ed era interessato a capire come la struttura della società condizioni l'individuo.
(J. Krishnamurti, Il libro della vita)
Era favorevole alla parità formale tra uomini e donne anche in campo religioso, e contrario al sistema indiano delle caste ma preferiva non pronunciarsi su questioni di politica attiva come quest'ultimo argomento, pur accogliendo chiunque nelle proprie scuole, senza differenza di casta, nazionalità, etnia o religione, come aveva fatto il Buddha nei tempi antichi.
Krishnamurti fu un rigoroso lacto-vegetariano (dieta vegetariana che è la più diffusa in India, e che comprende solo alimenti vegetali e latticini prodotti rispettando gli animali), e seguace della nonviolenza (ahiṃsā). Per l'impegno pacifista nel 1985 ricevette la United Nations Peace Medal.
(J. Krishnamurti, ibidem)
Rispondere all'odio con l'odio o coltivare la vendetta crea una spirale infinita:
(ibidem)
Krishnamurti propone un capovolgimento che cominci prima di tutto dal pensiero che, assieme alle azioni, crea i modelli dualisti:
(ibidem)

### L'importanza dell'educazione
Krishnamurti considerava fondamentale la questione dell'educazione e fondò molte scuole in Inghilterra, India e Stati Uniti: la scuola deve essere un posto dove l'insegnante e l'allievo esplorano non solo il mondo esterno della conoscenza ma anche il proprio pensiero e il proprio comportamento per capire il condizionamento che distorce la realtà. Solo liberi dai condizionamenti, diceva, si può veramente imparare, poiché «non serve dare risposte, ma spronare gli uomini alla ricerca della verità.»

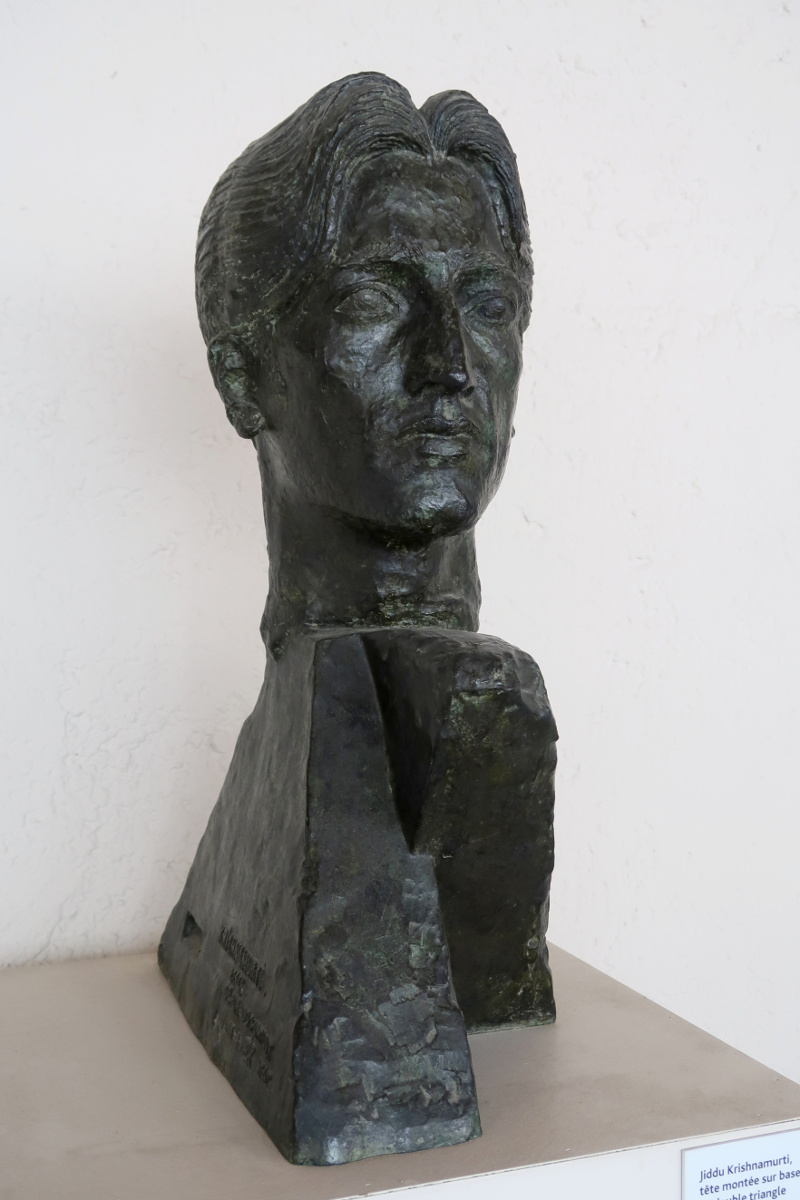
Busto di Krishnamurti

Dopo la sua morte le scuole private sparse un po' in ogni continente hanno cercato di continuarne l'opera. In Europa la scuola più famosa è quella di Brockwood Park, Bramdean, Hampshire (UK), ma ne esistono a Ojai in California e numerose in India. Ogni anno a luglio il comitato svizzero organizza incontri vicino a Saanen (Svizzera), luogo in cui Krishnamurti tenne alcune conferenze.
Necessaria per comprendere Jiddu Krishnamurti è l'intenzione di non aspettarsi aiuti dall'esterno bensì di porsi come maestri di sé stessi e di scavare per scoprire l'umanità partendo dall'intimità, senza avere come fine il cercare di realizzare gli ideali imposti da società e cultura.

### Discorso di chiusura dell'Ordine della Stella d'Oriente
Il discorso di chiusura dell'Ordine della Stella D'Oriente fu pronunciato da Jiddu Krishnamurti il 3 agosto 1929 a Ommen, nei Paesi Bassi. In questa occasione, Krishnamurti annunciò ufficialmente lo scioglimento dell'Ordine della Stella d'Oriente, un'organizzazione fondata dalla Società Teosofica per preparare l'umanità all'arrivo di un "Istruttore del Mondo", figura che Krishnamurti stesso era stato designato a incarnare.
Con questo discorso, Krishnamurti rifiutò pubblicamente ogni ruolo messianico e rigettò ogni forma di autorità spirituale, affermando che "la verità è una terra senza sentieri" e che non può essere raggiunta attraverso religioni, organizzazioni o maestri spirituali.

#### Contesto storico
L'Ordine della Stella d'Oriente era stato fondato nel 1911 sotto l'egida della Società Teosofica, con l'obiettivo di preparare il mondo all'avvento di un nuovo Maestro spirituale. Fin dalla giovane età, Krishnamurti fu indicato dalla teosofa Annie Besant e da Charles Webster Leadbeater come il veicolo di questa figura profetica. Tuttavia, con il passare del tempo, Krishnamurti maturò una visione sempre più indipendente e critica nei confronti delle strutture organizzative e delle dottrine spirituali imposte dall'alto.
Nel 1929, Krishnamurti prese la decisione di sciogliere l'Ordine, un atto che segnò una svolta radicale nella sua vita e nel suo insegnamento.

#### Il discorso
Nel suo discorso del 3 agosto 1929, Krishnamurti dichiarò:
(Discorso di scioglimento dell'Ordine della Stella, 3 agosto 1929, Ommen, Paesi Bassi)
Egli spiegò che nessuna organizzazione, nessuna guida spirituale o credo religioso può condurre l'individuo alla verità, perché essa può essere scoperta solo direttamente, attraverso l'esperienza personale e la comprensione profonda.
Krishnamurti affermò inoltre che la ricerca della sicurezza spirituale attraverso autorità esterne conduce inevitabilmente alla dipendenza e alla schiavitù psicologica, mentre la vera libertà consiste nel rifiuto di ogni dogma e nell'indagine personale senza preconcetti.
Nel suo intervento, Krishnamurti chiarì che la sua intenzione non era di fondare una nuova religione o scuola di pensiero, ma di incoraggiare gli individui a comprendere sé stessi attraverso l'osservazione diretta e la consapevolezza.

#### Conseguenze e impatto
L'annuncio della dissoluzione dell'Ordine della Stella ebbe un effetto dirompente nel mondo teosofico. Molti seguaci furono scioccati dalla decisione di Krishnamurti, mentre altri accolsero con entusiasmo la sua visione radicalmente indipendente.
Dopo questo evento, Krishnamurti continuò il suo insegnamento in modo autonomo, senza legarsi a nessuna organizzazione. Nei decenni successivi, viaggiò per il mondo tenendo conferenze e dialoghi su temi come la libertà interiore, la natura della mente e la necessità di un cambiamento radicale nel modo di pensare dell'uomo.
Le idee espresse nel discorso del 1929 divennero il nucleo centrale della sua filosofia e influenzarono profondamente il panorama spirituale del XX secolo.

## Critiche

### Personali

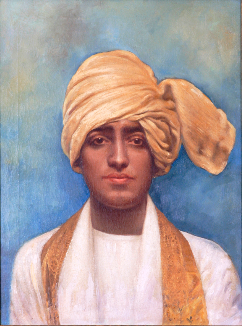
Ritratto del giovane Krishnamurti

Helen Nearing, che conobbe Krishnamurti negli anni venti, affermò in Loving and Leaving the Good Life che l'atteggiamento di Krishnamurti era condizionato dalla sua posizione privilegiata. Questo, secondo Nearing, era dovuto al fatto di essere sostenuto, addirittura viziato, dai suoi devoti sostenitori fin dalla sua "scoperta" da parte dei teosofisti. Sostenne inoltre che Krishnamurti era a un tale "elevato" livello da essere incapace di normali relazioni personali. Tuttavia dopo il 1929 Krishnamurti abbandonò ogni tipo di privilegio e incoraggiò i discepoli a metterlo in discussione.
Nel suo libro Lives in the Shadow with J. Krishnamurti del 1991, Radha Rajagopal Sloss, figlia dei soci di Krishnamurti ormai separati (dal 1960) Rosalind e Desikacharya Rajagopal, scrisse riguardo alla relazione di Krishnamurti con i suoi genitori, inclusa una relazione amorosa clandestina tra Krishnamurti e Rosalind (nata Williams), un'insegnante statunitense, che si protrasse per parecchi anni (dal 1932 al 1957) e che si concluse con la rottura della loro amicizia. Questa pubblica rivelazione fu accolta con sorpresa e costernazione da molti, ma accettata dalla Krishnamurti Foundation of America come un fatto privato; fu inoltre trattata dalla biografa Mary Lutyens in un capitolo della grande biografia in più volumi (Krishnamurti and the Rajagopals).

### Sul pensiero
Il quasi omonimo filosofo indiano U.G. Krishnamurti, che trattava argomenti simili (ed ebbe un'esperienza mistica simile al "processo" di Jiddu Krishnamurti, da lui chiamata "la calamità") riferì di avere intrattenuto con lui, per un periodo, discussioni quasi giornaliere le quali – asseriva – non procuravano alcuna soddisfacente risposta alle sue domande. Alla fine i loro incontri cessarono. Così descrisse parte della loro ultima discussione: «Allora, verso la fine, insistetti nel dire: "Dai, non esiste nulla dietro i concetti astratti che mi stai gettando contro?" E lui rispose: "Non hai modo di saperlo per te stesso." Punto – quella fu la fine della nostra relazione, vedi – "Se non ho modo di saperlo, tu non hai alcun modo per comunicarlo. Cosa diavolo stiamo facendo qui? Ho sprecato sette anni. Addio, non voglio più vederti." E me ne andai».
Anche il controverso guru Osho Rajneesh, benché si ritrovino anche in lui punti di contatto teorico delle sue idee con la dottrina del filosofo, ha criticato Krishnamurti come insegnante di dharma, pur considerandolo un "illuminato": «Krishnamurti attrae, perché consiglia di abbandonare tutti i sistemi. Se riesci ad abbandonare ogni sistema, non sarai più confuso, ma dipende da te. Può succedere – come succede quasi sempre – che accanto a questo nuovo sistema basato sulla demolizione di ogni sistema, restino anche tutti i vecchi sistemi. Ragion per cui si è aggiunto un elemento di confusione in più. [...] Krishnamurti non ti serve a nulla. Per aiutarti posso dirti perfino questo: Krishnamurti sbaglia completamente. Ed è dannoso. Ricorda: anche questo lo dico per aiutarti, perché se segui le sue parole non raggiungerai il samadhi. Raggiungerai solo una conclusione: che non è necessario alcun metodo. E questo è pericoloso. [...] Se dico che Krishnamurti è illuminato, ma ha fallito, non è riuscito ad aiutare nessuno – ha fatto del suo meglio, in realtà nessuno si è dato da fare quanto lui –, significa che tutto quello che dice è vero, però non ha potuto aiutare nessuno, e questa non è una critica». A sua volta l'approccio spesso provocatorio di Osho (e la sua preminenza del fisico sulla mente durante le meditazioni) non godeva della stima di Krishnamurti.

## Eredità e influenza
Tra coloro che sono stati influenzati dal pensiero di Krishnamurti vi sono: George Bernard Shaw, David Bohm, Jawaharlal Nehru, il XIV Dalai Lama, Aldous Huxley, Alan Watts, Henry Miller, Bruce Lee, Terence Stamp, Jackson Pollock, Sergiu Celibidache, Toni Packer, Achyut Patwardhan, Dada Dharmadhikari, Derek Trucks, ed Eckhart Tolle.

## Opere

### Opere di Krishnamurti pubblicate in Italia
- Il regno della felicità, Fratelli Bocca Editori, Torino, 1928
- La prima e ultima libertà, Astrolabio-Ubaldini Editore, Roma, 1969
- Di fronte alla vita, Astrolabio-Ubaldini Editore, Roma, 1969
- L'uomo alla svolta, Astrolabio-Ubaldini Editore, Roma, 1972
- Libertà dal conosciuto, Astrolabio-Ubaldini Editore, Roma, 1973
- La sola rivoluzione, Astrolabio-Ubaldini Editore, Roma, 1973
- Al di là della violenza, Astrolabio-Ubaldini Editore, Roma, 1974
- La domanda impossibile, Astrolabio-Ubaldini Editore, Roma, 1974
- Cominciare a imparare, Astrolabio-Ubaldini Editore, Roma, 1976
- Verità e realtà, Astrolabio-Ubaldini Editore, Roma, 1978
- Meditazione, Astrolabio-Ubaldini Editore, Roma, 1999
- La pienezza della vita, Astrolabio-Ubaldini Editore, Roma, 1980
- Taccuino, Astrolabio-Ubaldini Editore, Roma, 1980
- Che cosa vi farà cambiare, Astrolabio-Ubaldini Editore, Roma, 1981
- La visione profonda, Astrolabio-Ubaldini Editore, Roma, 1982
- La fine del dolore, Aequilibrium, Milano, 1982
- Diario, Astrolabio-Ubaldini Editore, Roma, 1983
- Domande e risposte, Astrolabio-Ubaldini Editore, Roma, 1983
- Lettere alle scuole, Astrolabio-Ubaldini Editore, Roma, 1983
- Krishnamurti-D. Bohm, Dove il tempo finisce, Astrolabio-Ubaldini Editore, Roma, 1986
- La rete del pensiero, Aequilibrium, Milano, 1987
- Gli ultimi discorsi - Saanen 1985, Astrolabio-Ubaldini Editore, Roma, 1987
- Una scuola per la vita, Aequilibrium, Milano, 1988
- A se stesso, Astrolabio-Ubaldini Editore, Roma, 1990
- Andare incontro alla vita, Astrolabio-Ubaldini Editore, Roma, 1993
- Un modo diverso di vivere, Astrolabio-Ubaldini Editore, Roma, 1994
- Sulla libertà, Astrolabio-Ubaldini Editore, Roma, 1996
- Sull'amore e la solitudine, Astrolabio-Ubaldini Editore, Roma, 1996
- Il libro della vita - Meditazioni quotidiane con Krishnamurti, Aequilibrium, Milano, 1997
- Libertà totale, Astrolabio-Ubaldini Editore, Roma, 1998
- Sulla paura, Astrolabio-Ubaldini Editore, Roma, 1998
- Sul vivere e sul morire, Astrolabio-Ubaldini Editore, Roma, 1998
- Sul rapporto, Astrolabio-Ubaldini Editore, Roma, 2000
- Sul conflitto, Astrolabio-Ubaldini Editore, Roma, 2000
- La luce che è in noi, Guanda, 2000, traduzione di L. Liberale [This light in oneself]
- Su Dio, Astrolabio-Ubaldini Editore, Roma, 2002
- Sulla verità, Astrolabio-Ubaldini Editore, Roma, 2002
- Può cambiare l'umanità?, Astrolabio-Ubaldini Editore, Roma, 2003
- Sulla mente e il pensiero, Astrolabio-Ubaldini Editore, Roma, 2004
- Questa luce in se stessi, Astrolabio-Ubaldini Editore, Roma, 2007 [This light in oneself, riedizione]
- La ricerca della felicità, Mondadori, Milano, 2007
- Riflessioni sull'io, Astrolabio-Ubaldini Editore, Roma, 2009
- J. Krishnamurti e D. Bohm, I limiti del pensiero. Discussioni, Armando Editore, Roma, 2009
- La rivoluzione comincia da noi, Astrolabio-Ubaldini Editore, Roma, 2012
- La mia strada è la tua strada - Meditazione sul vivere vol.1, Mondadori
- Il silenzio della mente - Meditazione sul vivere vol. 2, Mondadori
- Senza Pensieri - Meditazione sul vivere vol.3, Mondadori
- Pensa a questo, Astrolabio-Ubaldini Editore, Roma, 2013
- Cosa farete della vostra vita?, Astrolabio-Ubaldini Editore, Roma, 2019
- La quiete della mente, Astrolabio-Ubaldini Editore, Roma, 2021
- Guerra, Astrolabio-Ubaldini Editore, Roma, 2023

### Libri su Krishnamurti
- Mary Lutyens, La vita e la morte di Krishnamurti, Astrolabio-Ubaldini Editore, Roma, 1990 [The life and the death of Krishnamurti]
- Susunaga Weeraperuma, J. Krishnamurti come l'ho conosciuto io, Aequilibrium, Milano, 1992
- E. Alliata di Salaparuta, Libertà: Krishnamurti ed i pionieri del pensiero attuale, Trieste, Artim, stampa 1935
- Radha Sloss, Lives in the Shadow with J. Krishnamurti Bloomsbury Publishing Londra, 1991
- Raffaele Catà, La Terra senza Sentieri. Jiddu Krishnamurti e la Filosofia, Om Edizioni 2021.
- Mary Lutyens, Krishnamurti. Tutta una vita, trad. di Monica Dematté, Edizioni di Maieutica 2021 [The life and the death of Krishnamurti]